# ドラゴンボールZ 超究極武闘伝
『ドラゴンボールZ 超究極武闘伝』（ドラゴンボールゼット エクストリームブトウデン）は、バンダイナムコエンターテインメントより2015年6月11日に発売されたニンテンドー3DS用ゲームソフト。
キャッチコピーは「オラより強ぇ奴は誰だ!!」「空前絶後の2D対戦アクション」。

## 概要
『ドラゴンボール』の2D対戦型格闘ゲーム。2D格闘ゲームとしては、2005年にリリースされた『ドラゴンボールZ 舞空烈戦』以来、約10年ぶりとなる。開発はアークシステムワークスが担当。
エントリーキャラクターはバトル・アシスト含め100人以上。
アップデートすることによって『ONE PIECE 大海賊闘技場』とローカル、オンライン対戦が可能になる。
初回封入特典として『ドラゴンボールZ 超武闘伝2』のダウンロード番号が付属された。ただしBGMはオリジナル版から差し替えられている（BGM差し替えの詳細については山本健司#BGM盗作問題を参照）。

## システム
本作は、プレイアブルキャラクターとアシストキャラクターによる5人までのチームバトル方式をとっている。キャラクターにはコストとしてドラゴンパワーが設定されており、チーム編成に当たっては指定されたドラゴンパワーを下回るように考慮する必要がある。
バトルキャラクターの交代は、バトル中にバトルキャラクターのパネルをタッチする形で行う。また、キャラクター選択時にZアシストキャラクターを選び、バトル中にZアシストキャラクターのパネルをタッチすると技が発動する。キャラクターごとに攻撃、回復、防御、ステージ変化など様々な効果が存在する。
必殺技などに必要なゲージとして「気ゲージ」がある。また、体力が50%以下になると「覚醒状態」となり、必殺技がより強化される。

## ゲームモード
Zストーリーモード
シングルプレイ用のストーリーモード。操作キャラクターの異なる全6種が存在し、シナリオ毎に10ステージ存在。クリア後に敵方サイドのシナリオが解放、いずれもバトル前後に短い会話とダイジェスト形式のナレーションメッセージが流れる。
コンプリートによりバトルキャラクター「ブロリー」と称号が得られる。
- ドラゴンチーム編
  - サイヤ人襲来から魔人ブウ編までをラディッツ、ナッパ、ベジータ、ギニュー、悟空（中身はギニュー）、フリーザ、18号、セル、ブウと戦いなぞる。
- 孫悟空編
  - ドラゴンチーム編のステージを必ず孫悟空（ステージ5のみギニューの身体で戦う）が操作できる状態でなぞる。IFストーリーとあるが会話が変わるだけで戦闘相手とエンディングは変わらない。
- クリリン編
  - ドラゴンチーム編のステージで戦う相手を必ずプレイアブルキャラクターにクリリンが入った状態で戦う。IFストーリーとあるが、戦う場所やナレーションと会話が原作と異なる場合があるだけで、戦闘相手は同じ（ブウとは戦わない）で大筋も原作と変わらない。
- 孫悟飯編
  - IFストーリーとあるが、戦う場所やナレーションと会話が原作と異なる場合があるだけで、戦闘相手はラディッツがピッコロに代わり、18号の代わりに悟空と並行世界のトランクスが増えるだけで大筋は原作と変わらない。
- ピッコロ編
  - IFストーリーとあるが、戦う場所やナレーションと会話が原作と異なる場合があるだけで、戦闘相手はギニューが悟飯に代わり、ブウがゴテンクスに代わるが大筋は原作と変わらない。
- ベジータ編
  - 戦闘相手はラディッツがクリリンに代わりセルがトランクスに、ブウが悟空に代わる。最終ステージ以外は戦う場所やナレーションと会話が原作と異なる場合があるだけで、大筋は変わらない。
- 悪役軍団編
  - ドラゴンチーム編で殺された悪役側サイドがメインのIFストーリー。

摩訶不思議アドベンチャー
数々のミッションが配置されたマップを攻略し、Zアシストキャラクターやアイテムなどを入手するモード。ミッション毎にノルマが設定されており、クリア後ノルマに応じて「S」「A」「B」の評価ランクが付く。SランクでそのミッションのZアシストキャラクターを、A - Bランクの場合アイテムを入手できる。アイテムはアイテムショップで購入しておくことでミッション中で使用が可能。また、特定のZアシストキャラクター入手で称号が得られる。
コンプリートによりバトルキャラクター「超サイヤ人ゴッド孫悟空」と称号が得られる。
超究極天下一武道会
Zストーリーモード・摩訶不思議アドベンチャーをクリアすることで選択可能。
所謂ハードモードであり、CPUキャラクターの反応速度が格段に上昇している。

## 登場キャラクター

### バトルキャラクター
| 名前                                 | 声優              |
| ------------------------------------ | ----------------- |
| 孫悟空                               | 野沢雅子          |
| ベジータ                             | 堀川りょう        |
| 孫悟飯（少年期）                     | 野沢雅子          |
| ピッコロ                             | 古川登志夫        |
| クリリン                             | 田中真弓          |
| トランクス（未来・超サイヤ人）       | 草尾毅            |
| ラディッツ                           | 千葉繁            |
| ナッパ                               | 稲田徹            |
| フリーザ（最終形態）                 | 中尾隆聖          |
| ギニュー                             | 小西克幸          |
| 人造人間18号                         | 伊藤美紀          |
| セル（完全体）                       | 若本規夫          |
| ミスター・ブウ                       | 塩屋浩三          |
| ゴテンクス（超サイヤ人）             | 野沢雅子 / 草尾毅 |
| 魔人ブウ（純粋）                     | 塩屋浩三          |
| バーダック                           | 野沢雅子          |
| 孫悟空（超サイヤ人）                 | 野沢雅子          |
| 孫悟飯（少年期・超サイヤ人）         | 野沢雅子          |
| ベジータ（超サイヤ人）               | 堀川りょう        |
| ブロリー                             | 島田敏            |
| ビルス                               | 山寺宏一          |
| 孫悟空（超サイヤ人ゴッド）           | 野沢雅子          |
| 孫悟飯（青年期・超サイヤ人）         | 野沢雅子          |
| 孫悟飯（青年期・潜在解放）           | 野沢雅子          |
| 孫悟空（超サイヤ人ゴッド超サイヤ人） | 野沢雅子          |

### Zアシストキャラクター
| 名前                                   | 声優                  |
| -------------------------------------- | --------------------- |
| 孫悟空                                 | 野沢雅子              |
| カリン様                               | 永井一郎              |
| キビト                                 | 青森伸                |
| デンデ                                 | 優希比呂              |
| Dr.ウィロー                            | 中田浩二              |
| アックマン                             | 池水通洋              |
| ウーブ                                 | 私市淳                |
| クウラ                                 | 中尾隆聖              |
| グレートサイヤマン                     | 野沢雅子              |
| ザーボン                               | 三浦祥朗              |
| ジース                                 | 岸尾だいすけ          |
| 四星龍                                 | 増谷康紀              |
| ジャッキー・チュン                     | 佐藤正治              |
| ジャネンバ                             | 玄田哲章              |
| セルジュニア                           | 藤本たかひろ          |
| 孫悟飯（幼少期）                       | 野沢雅子              |
| ダーブラ                               | 大友龍三郎            |
| ターレス                               | 野沢雅子              |
| チルド                                 | 中尾隆聖              |
| ドドリア                               | 長嶝高士              |
| トランクス（少年期）                   | 草尾毅                |
| バータ                                 | 小野坂昌也            |
| パイクーハン                           | 緑川光                |
| ビーデル                               | 皆口裕子              |
| ピッコロ大魔王                         | 島田敏                |
| ピラフマシン                           | 千葉繁                |
| ヒルデガーン                           | 青森伸                |
| フリーザ（第2形態）                    | 中尾隆聖              |
| フリーザ（第3形態）                    | 中尾隆聖              |
| ベジータ（魔人）                       | 堀川りょう            |
| ベジット（超サイヤ人）                 | 野沢雅子 / 堀川りょう |
| ボージャック                           | 玄田哲章              |
| 魔人ブウ（悪）                         | 塩屋浩三              |
| ミスター・サタン                       | 石塚運昇              |
| ミスター・ポポ                         | なし                  |
| メカフリーザ                           | 中尾隆聖              |
| メタルクウラ                           | 中尾隆聖              |
| ヤジロベー                             | 田中真弓              |
| ヤムチャ                               | 古谷徹                |
| リクーム                               | 佐々木誠二            |
| 亀仙人                                 | 佐藤正治              |
| 孫悟空（少年期）                       | 野沢雅子              |
| 栽培マン                               | 沼田祐介              |
| 合体13号                               | 遠藤守哉              |
| 人造人間16号                           | 緑川光                |
| 人造人間19号                           | 堀之紀                |
| 孫悟天（少年期）                       | 野沢雅子              |
| 孫悟飯（じっちゃん）                   | 千葉繁                |
| 超一星龍                               | 柴田秀勝              |
| 天津飯                                 | 緑川光                |
| ウミガメ                               | 藤本たかひろ          |
| 界王神                                 | 三ツ矢雄二            |
| ハッチャン                             | 飯塚昭三              |
| フリーザ（第1形態）                    | 中尾隆聖              |
| ブリーフ博士                           | 八奈見乗児            |
| 人造人間17号                           | 中原茂                |
| 桃白白                                 | 大塚周夫              |
| 15代前の界王神                         | 田中亮一              |
| アナウンサー                           | 西脇保                |
| ウイス                                 | 森田成一              |
| ウーロン                               | 龍田直樹              |
| 占いババ                               | 滝口順平              |
| グルド                                 | 高戸靖広              |
| セル（第1形態）                        | 若本規夫              |
| セル（第2形態）                        | 若本規夫              |
| タピオン                               | 優希比呂              |
| チチ                                   | 渡辺菜生子            |
| ドクター・ゲロ                         | 矢田耕司              |
| バビディ                               | 島田敏                |
| バブルス                               | 藤本たかひろ          |
| プーアル                               | 渡辺菜生子            |
| ブルー将軍                             | 古川登志夫            |
| ブルマ                                 | 鶴ひろみ              |
| ランチ                                 | 小山茉美              |
| 界王様                                 | 八奈見乗児            |
| 最長老様                               | なし                  |
| 餃子                                   | 江森浩子              |
| ベジータ（超サイヤ人4）                | 堀川りょう            |
| 兎人参化                               | なし                  |
| スーパーウーブ                         | 私市淳                |
| 超17号                                 | 中原茂                |
| ジャコ                                 | 花江夏樹              |
| ギネ                                   | 渡辺菜生子            |
| 孫悟空（赤ちゃん）                     | 野沢雅子              |
| 大猿                                   | なし                  |
| ベジータ（超サイヤ人ゴッド超サイヤ人） | 堀川りょう            |
| ゴールデンフリーザ                     | 中尾隆聖              |
| ガーリックJr.                          | 千葉繁                |
| 二星龍                                 | 茶風林                |
| 三星龍                                 | 置鮎龍太郎            |
| 五星龍                                 | 真殿光昭              |
| 六星龍                                 | 勝生真沙子            |
| 七星龍                                 | 青森伸                |
| 神龍                                   | 大友龍三郎            |
| 孫悟空（超サイヤ人4）                  | 野沢雅子              |
| ゴジータ（超サイヤ人4）                | 野沢雅子 / 堀川りょう |
| ゴジータ（超サイヤ人）                 | 野沢雅子 / 堀川りょう |
| 筋斗雲                                 | なし                  |
| パン                                   | 皆口裕子              |
| マイティマスク                         | 野沢雅子 / 草尾毅     |
| ヤコン                                 | なし                  |
| スポポビッチ                           | 江川央生              |
| ヤムー                                 | 龍田直樹              |
| クリリン（警官）                       | 田中真弓              |
| 孫悟空（耕運機）                       | 野沢雅子              |
| ベジータ（ダンス）                     | 堀川りょう            |
| ミラ                                   | 高橋広樹              |
| トワ                                   | 勝生真沙子            |
| 孫悟飯（超サイヤ人4）                  | 野沢雅子              |
| ブロリー（超サイヤ人4）                | 島田敏                |
| 時の界王神                             | なし                  |
| タイムマシン                           | なし                  |
| シャンパ                               | なし                  |
| ヴァドス                               | なし                  |
| スーパーベビー2                        | なし                  |
| スケさん                               | なし                  |
| ボタモ                                 | なし                  |
| フロスト（第一形態）                   | なし                  |
| マゲッタ                               | なし                  |
| キャベ                                 | なし                  |
| ヒット                                 | なし                  |

## 開発
小学生に人気のあるニンテンドー3DS向けのソフトとしては『ドラゴンボールヒーローズ』があったものの、あちらはカードの組み合わせの戦略を重視したタイトルだった。バンダイナムコエンターテインメントの平野真之らは、『ドラゴンボール』らしいバトルや対戦を子どもたちに味わってほしいという考えから、本作の企画を立ち上げた。
この当時のアクションゲームは協力プレイが主流であり、平野は当時の子どもたちが対戦ゲームになじみがないと考えていた。実際体験イベントに来た小中学生の中には対戦ゲームが初めてである者が多かったため、平野達は本作で対戦ゲームの魅力を一から教えたいと思っていた。そこで、彼らはニンテンドーDS用ソフト『ドラゴンボールZ 舞空烈戦』の開発に協力したアークシステムワークスに声をかけた。同社は対戦格闘ゲームの開発に定評があり、しっかり名前を出した方がユーザに注目をしてもらえるという考えから、広報に際しては同社の名前が前面に出された。
また、アークシステムワークス社内にはドラゴンボールシリーズのファンが多く、GUILTY GEARシリーズやBLAZBLUEシリーズのスタッフへのヒアリングが行われたほか、彼らもテストプレイに参加した。

### システム構築
ファミ通.comに初報が上がった際、ユーザーの中にはアークシステムワークスの代表作の一つである『BLAZBLUE』のような作品になるのではないかと見る向きもあったが、本作のディレクターを務めたアークシステムワークスの古谷亮輔はそのようにはせず、だれでも遊べるようにすると、ファミ通.comとのインタビューの中で明らかにしている。
バンダイナムコエンターテインメントから提供されたコンセプトをもとにアークシステムワークスが企画の草案を作り、それから双方の間で話し合いながら仕様を固めた。企画立案に際しては、アークシステムワークスの対戦格闘ゲームをもとにしつつも、子どもがより入りやすい形がイメージされた。具体的には、本格的な対戦格闘ゲームに多い技の差し合いを控えめにし、子どもが喜ぶであろう派手なコンボをどんどん使えるゲーム性が組まれ、『BLAZBLUE』のスタイリッシュタイプのように、ボタンの連打だけでも爽快なコンボを繰り広げられるようになっている。そのうえで、コンボルートの変化も用意された。また、コマンド必殺技は排され、派手な必殺技も特定のボタンの同時押しのみで出せるようにした。当初キャンセルの導入は考えられていなかったが、テストプレイを重ねる中でアークシステムワークス側のコアスタッフが物足りなさを感じたため、最終的には導入された。
当初はスーパーファミコン用ソフト『ドラゴンボールZ 超武闘伝』のように地上と空中でステージ画面を分割することも考えられたが、本作では背景を3Dにする以上困難であるとして見送られた。その代わり、地上から空中に吹き飛ばし、空中ステージに移行する方式が取られた。ステージの広さは一般的な対戦格闘ゲームと同等である一方、「気弾」のような飛び道具の性能は、他作品では問題視されそうなほど強力に作られている。ただし、気弾が効かない突進技「ハイパーダッシュ」を導入するなど、気弾だけで勝てないようにしてある。
本作においては、プレイアブルキャラクターとアシストキャラクターによる「チームバトル」が導入された。理由の一つは、ブルマのように戦闘は不得手だが魅力的なキャラクターもなるべくたくさん登場させたいという平野の考えに由来する。また、1対1ではアークシステムワークスの他作品のようにストイックになりすぎてしまうため、アシストキャラクターを入れてパーティーゲームのような雰囲気を演出したいという意向もあった。一度に最大の10人のキャラクターを表示させるだけでも大変なのに、強力なアシストキャラクター大勢呼び出されても困るため、「ドラゴンパワー」によるコスト管理システムの導入や、性能面のバランスを取りながらの調整となった。また、一般的なアシストシステム導入作品では単に攻撃するだけなのに対し、本作では防御や回復、さらにはステージを変化させるといった多様な動きを導入する形で重要性を高めた。

### キャラクター選定
プレイアブルが当然であろう主役級のキャラクターはすぐに登場が決まった。ストーリーモードがサイヤ人編からということもあり、ラディッツやフリーザなど、シナリオにおける重要人物も選定された。その後、当時放送されていたテレビアニメ『ドラゴンボール改』の登場人物も多くしようということになった。

### リリース
本作の体験版は2015年5月下旬より、ニンテンドーeショップで無料配信された。より無料ダウンロードが可能。ゲームモードは「フリーバトル」「VSバトル」の2種類が収録されており、使用可能キャラクターはプレイアブルキャラクター4名、アシストキャラクター8名である。また、体験版のデータを製品版に引き継ぐことで孫悟空（超サイヤ人ゴッド超サイヤ人）を得られる。

## ダウンロードコンテンツ
インターネットに接続して、アップデートと同時に追加コンテンツや追加キャラクターをダウンロードできる。また、公式HPに順次掲載された解放コマンドを、ゲームのTOP画面で入力すると入手できる追加キャラクターもある。

### 無料DLC
| 名称  | 内容 | 配信日         | バージョン |
| ----- | --- | -------------- | ---------- |
| 第1弾 | ゲームモード「トレーニングモード」 Zアシストキャラクター「孫悟空（耕運機）」 Zアシストキャラクター「ベジータ（ダンス）」 Zアシストキャラクター「ミラ」 Zアシストキャラクター「トワ」                                                          | 2015年10月22日 | 1.1.0      |
| 第2弾 | ゲームモード「超究極サバイバル」 ゲームモード「インターネット対戦」 Zアシストキャラクター「孫悟飯（超サイヤ人4）」 Zアシストキャラクター「ブロリー（超サイヤ人4）」 Zアシストキャラクター「時の界王神」 Zアシストキャラクター「タイムマシン」 | 2015年12月24日 | 1.2.0      |
| 第3弾 | Zアシストキャラクター「シャンパ」 Zアシストキャラクター「ヴァドス」 Zアシストキャラクター「スーパーベビー2」 Zアシストキャラクター「スケさん」                                                                                                | 2016年2月24日  | 1.3.0      |
| 第4弾 | Zアシストキャラクター「ボタモ」 Zアシストキャラクター「フロスト（第一形態）」 | 2016年4月6日   | 1.4.0      |
| 第5弾 | Zアシストキャラクター「マゲッタ」 Zアシストキャラクター「キャベ」 Zアシストキャラクター「ヒット」 追加ステージ「宇宙一武道会」 | 2016年6月8日   | 1.5.0      |
| 第6弾 | クロス対戦対応 | 2016年11月9日  | 1.6.0      |

### キャンペーン
| 入手方法                                                | 内容                                                            | 配信日        |
| ------------------------------------------------------- | --------------------------------------------------------------- | ------------- |
| ドラゴンボールZ 復活の「F」 入場者プレゼント            | Zアシストキャラクター「ベジータ（超サイヤ人ゴッド超サイヤ人）」 | 2015年4月18日 |
| ドラゴンボールZ 復活の「F」 ブルーレイ・DVDレンタル特典 | Zアシストキャラクター「クリリン（警官）」                       | 2015年10月7日 |

### その他
| 入手方法                                                   | 内容 | 配信日        |
| ---------------------------------------------------------- | --- | ------------- |
| Amazon.co.jp予約特典                                       | Zアシストキャラクター「二星龍」 | 2015年6月11日 |
| イオン・ダイエー予約特典                                   | Zアシストキャラクター「三星龍」 | 2015年6月11日 |
| Loppi・HMV予約特典                                         | Zアシストキャラクター「五星龍」 | 2015年6月11日 |
| TSUTAYA ジョーシン ビックカメラ コジマ ソフマップ 予約特典 | Zアシストキャラクター「六星龍」 | 2015年6月11日 |
| ゲオ予約特典                                               | Zアシストキャラクター「七星龍」 | 2015年6月11日 |
| 初回封入特典                                               | Zアシストキャラクター「ゴールデンフリーザ」 | 2015年6月11日 |
| アルティメットミッション2引き継ぎ                          | Zアシストキャラクター「ベジータ（超サイヤ人4）」 | 2015年6月11日 |
| ディスクロス連動                                           | Zアシストキャラクター「メタルクウラ」 Zアシストキャラクター「ベジット（超サイヤ人）」 Zアシストキャラクター「孫悟空（赤ちゃん）」 Zアシストキャラクター「ガーリックJr.」 Zアシストキャラクター「孫悟空（少年期）」 Zアシストキャラクター「孫悟飯（幼少期）」 | 2015年6月11日 |
| 超究極武闘伝攻略本封入                                     | Zアシストキャラクター「ジャコ」 Zアシストキャラクター「ギネ」 | 2015年6月11日 |

## 反響
ファミ通.comに本作の初報が掲載された時点から、『ドラゴンボール』のファンだけでなく、対戦格闘ゲームのファンからも反響が挙がっていた。

### 売上
2015年6月8日 - 6月14日の週間売上ランキングで7.4万本を売上、国内ゲームソフト売上ランキングで初登場2位を記録した。出荷本数は2015年12月時点で、18万本を記録。

### 評価
Metacriticにおける評価は100点満点中61点で、レビューは賛否両論もしくは平均的だった。ビジュアルやスプライトといった視覚的な要素や要となるゲームプレイは評価された一方、サブモードやオンラインプレイが不十分であることや、革新性に欠けるといった指摘も寄せられた。
Destructoidでは10点満点中5点がつけられ、スプライトの完成度が評価された一方、物語の表現や戦闘システムが面白みに欠け、モードもいまいちだったと指摘されている。

## 関連商品
- 『ドラゴンボールZ 超究極武闘伝 リミットブレイクバトルガイド』（集英社、2015年6月11日、ISBN 978-4-08-779721-3）